# Rare Beauty

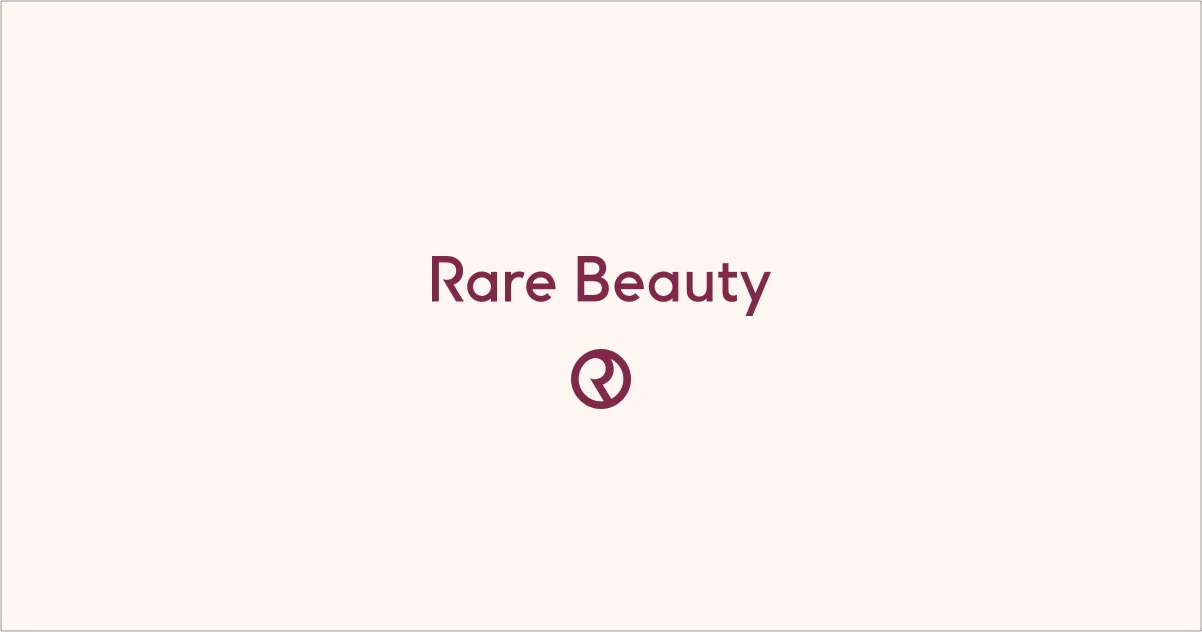
Logo Rare Beauty

Rare Beauty – amerykańskie przedsiębiorsto kosmetyczne i marka kosmetyków, założone przez piosenkarkę i aktorkę Selenę Gomez. Nazwa i koncepcja marki zostały zainspirowane jej trzecim albumem studyjnym o nazwie Rare (2020). Premiera Rare Beauty miała miejsce 3 września 2020 roku, a produkty były początkowo dostępne wyłącznie na oficjalnej stronie internetowej oraz w sklepach Sephora w Ameryce Północnej. Od tego czasu marka rozszerzyła swoją działalność na kraje Europy, Azji i Bliskiego Wschodu. Rare Beauty ma na celu „przełamanie nierealistycznych standardów doskonałości” poprzez promowanie większej inkluzyjności i różnorodności w branży kosmetycznej. Marka stawia na edukację oraz aktywne wspieranie inicjatyw związanych ze zdrowiem psychicznym, angażując się w budowanie świadomości na temat jego znaczenia. Dodatkowo, firma przeznacza 1% ze sprzedaży swoich produktów na wsparcie Rare Beauty Impact Fund, który pomaga w zapewnianiu dostępu do zasobów niezbędnych do poprawy zdrowia psychicznego. Jest to część jej długofalowego zaangażowania w tworzenie lepszych warunków dla osób zmagających się z problemami psychicznymi oraz w propagowanie pozytywnego wpływu na samopoczucie.
Wycena Rare Beauty na 2024 rok przekroczyła 2 miliardy dolarów. W 2023 roku szacowane przychody z linii produktów wyniosły 350 milionów USD, co stanowi wzrost o około 50% w porównaniu do roku 2022. Firma osiągnęła również sprzedaż netto przekraczającą 400 milionów USD w ciągu 12 miesięcy kończących się w lutym 2024 roku.
W 2024 roku Rare Beauty została wyróżniona przez magazyn Time jako jedna z najbardziej wpływowych firm roku, co podkreśla jej znaczenie w branży kosmetycznej oraz rosnący wpływ na rynek globalny. We wrześniu tego samego roku ogłoszono, że Selena Gomez osiągnęła status miliardera, a jej majątek został oszacowany na 1,3 miliarda dolarów. Jak podał Bloomberg News, około 81% tej kwoty pochodziło z sukcesu Rare Beauty, co wskazuje na kluczową rolę marki w pomnażaniu jej majątku. Według tych samych źródeł, Gomez mając 32 lata, stała się jedną z najmłodszych kobiet w Stanach Zjednoczonych, które samodzielnie dorobiły się majątku przekraczającego miliard dolarów.

## Historia
Rare Beauty została założona 22 lutego 2019 roku przez amerykańską piosenkarkę i aktorkę Selenę Gomez. 4 lutego 2020 roku kobieta ogłosiła powstanie swojej firmy poprzez media społecznościowe. W opublikowanym wideo poinformowała, że przez ostatnie dwa lata pracowała nad stworzeniem linii kosmetyków, jednocześnie budując zespół składający się z 28 specjalistów, którzy mieli wspierać rozwój marki. Gomez podkreśliła, że Rare Beauty nie jest wyłącznie marką kosmetyczną, ale ideą promującą styl życia oparty na akceptacji siebie. Jak sama wyraziła: „To nie chodzi o to, jak inni cię widzą – chodzi o to, jak ty widzisz siebie. Chcę, abyśmy przestali się porównywać do innych i zaczęli doceniać swoją wyjątkowość. Nie definiuje cię zdjęcie, polubienie ani komentarz.” Selena zwracała uwagę na potrzebę odejścia od porównywania się z innymi i akceptowania swojej wyjątkowości. Rare Beauty miało być miejscem, które inspiruje ludzi do skupienia się na wewnętrznej wartości, a nie na zewnętrznych ocenach, takich jak polubienia czy komentarze w mediach społecznościowych. Gomez podkreślała, że jej głównym celem przy zakładaniu marki było kwestionowanie nierealistycznych standardów piękna obecnych we współczesnym społeczeństwie, wynikających z presji osiągnięcia „doskonałości”. W sierpniu 2020 roku Gomez ujawniła na Instagramie, że premiera Rare Beauty odbędzie się 3 września na jej oficjalnej stronie internetowej oraz w sklepach Sephora w Ameryce Północnej.Produkty są wegańskie, nietestowane na zwierzętach, a ich opakowania wykonane są z materiałów nadających się do recyklingu i certyfikowanych przez Forest Stewardship Council (FSC) i stworzone tuszem na bazie wody. Wraz z rozwojem marka rozszerzyła swoją działalność na rynki Bliskiego Wschodu, Europy oraz Azji Południowo-Wschodniej. W lutym 2022 roku firma rozpoczęła swoją działalność na rynku brytyjskim, początkowo oferując swoje produkty wyłącznie za pośrednictwem sieci Space.NK.

## Działalność
Wartość marki Rare Beauty w roku 2024 wynosiła ponad 2 miliardy dolarów. W 2023 roku przychody Rare Beauty zostały oszacowane na 300 milionów dolarów, co stanowiło wzrost o około 50% w porównaniu z rokiem poprzednim. W ciągu 12 miesięcy zakończonych w lutym 2024 roku firma osiągnęła sprzedaż netto przekraczającą 400 milionów dolarów. Raport Bloomberga wskazuje, że kluczowym produktem marki Rare Beauty jest róż w płynie, który cieszy się dużą popularnością. W 2022 roku sprzedano go w liczbie przekraczającej 3,1 miliona sztuk, przy cenie detalicznej wynoszącej 23 dolary. W 2022 roku Rare Beauty sprzedało płynny róż o wartości 70 milionów dolarów, co przyczyniło się do znaczącego wzrostu wyników firmy. Marka przewiduje, że w nadchodzących latach jej całkowite przychody potroją się w porównaniu z rokiem poprzednim. Dodatkowo, Rare Beauty wyróżnia się jako najszybciej rozwijająca się marka kosmetyków gwiazd w mediach społecznościowych, zyskując coraz większą popularność wśród użytkowników na różnych platformach.